# Велика Кемпа (Куявсько-Поморське воєводство)
Велика Кемпа (пол. Wielka Kępa, нім. Groß Kämpe) — село в Польщі, у гміні Домброва-Хелмінська Бидґозького повіту Куявсько-Поморського воєводства.
У 1975-1998 роках село належало до Бидгощського воєводства.